# Massimo Bonfantini
Massimo Bonfantini (Novara, 17 marzo 1942 – Milano, 19 febbraio 2018) è stato un filosofo e semiologo italiano.

## Biografia
Figlio di Mario (con il quale ha curato l'Antologia dall'Encyclopedie di Diderot e d'Alembert, Novara, De Agostini, 1977), dopo essersi laureato nel 1967 all'Università di Milano con Enzo Paci, collaborò con Umberto Eco all'Università di Bologna e insegnò successivamente all'Università Orientale di Napoli e al Politecnico di Milano. Studioso del pensiero scientifico e dei rapporti tra scienza e ideologia, ha curato l'edizione di opere di Bertrand Russell e Charles Sanders Peirce per Laterza, Bompiani, Einaudi. Nel 2005, con l'editore Moretti di Bergamo, ha pubblicato l'autobiografia Massimo ai sessantottisti: seicentottanta righe di autoritratto: natale psomega 2005. Con Renato Boeri e altri ha fondato il club Psòmega.

## Opere principali
- Introduzione a Whitehead, Roma-Bari, Laterza, 1972
- L'esistenza della realtà, Milano, Bompiani, 1976
- Dialogo sui dialoghi (con Augusto Ponzio), Milano, Bompiani, 1983
- Semiotica ai media, Bari, Adriatica, 1984
- La semiosi e l'abduzione, Milano, Bompiani, 1987
- Breve corso di semiotica, Napoli, Edizioni Scientifiche Italiane, 2000
- Il giallo e il noir: l'evoluzione di un genere in sei lezioni, Bergamo, Moretti Honegger, 2007
- Platone: tutto spiegato, interpretato e discusso per filo e per segno, dialogo per dialogo, Napoli, Edizioni Scientifiche Italiane, 2010
- Scritti sull'inventiva: saggi e dialoghi, Milano-Udine, Mimesis, 2021